# Mission de Saint-Jean
Die Mission de Saint-Jean (englisch St. Jean Mission) waren eine kanadische Eishockeymannschaft aus Saint-Jean-sur-Richelieu, Québec. Das Team spielte von 2002 bis 2004 in der Québec Semi-Pro Hockey League.

## Geschichte
Das Franchise der Mission de Joliette aus der Québec Semi-Pro Hockey League wurde 2002 von Joliette nach Saint-Jean-sur-Richelieu umgesiedelt und in Mission de Saint-Jean umbenannt. In der QSPHL wies die Mannschaft in den zwei Jahren ihres Bestehens jeweils eine positive Bilanz auf. In ihrer Premieren-Spielzeit scheiterten die Mission de Saint-Jean im Halbfinale der Playoffs um die Coupe Futura an den Chiefs de Laval, nachdem sie in der regulären Saison Vierter der Division Est geworden waren. In der folgenden Spielzeit verbesserte sich das Team auf Rang zwei der Division Ouest, schied jedoch erneut im Playoff-Halbfinale aus, diesmal gegen die Dragons de Verdun, an denen sie in der Best-of-Seven-Serie mit 2:4 Siegen scheiterten. 
Im Anschluss an die Saison 2003/04, wurde das Franchise nach Sorel-Tracy umgesiedelt, wo es anschließend unter dem Namen Mission de Sorel-Tracy am Spielbetrieb der Ligue Nord-Américaine de Hockey teilnahm. Die QSPHL hatte ihren Namen im Sommer 2004 aufgrund der zunehmenden Professionalisierung ihrer Teilnehmer geändert.  

## Bekannte Spieler
- Bobby Dollas
- Link Gaetz
- Ian McIntyre